# Itshak Runès
Itshak Hacohen Runès (5 avril 1889-25 mars 1940, Lyon) est un rabbin orthodoxe français d'origine austro-hongroise, rabbin de la communauté hassidique Adath Israel de Strasbourg de 1926 jusqu'à la Seconde Guerre mondiale.

## Éléments biographiques
Itshak Runès est né en 1889 à Cotmeni, Bucovine (Autriche-Hongrie, aujourd'hui Ukraine),.
À l'âge de 19 ans, il obtient son diplôme de rabbin de la yechiva de Stanisławów (en polonais) (Ivano-Frankivsk), aujourd'hui en Ukraine.
Il enseigne à Anvers en Belgique.
Avec la Première Guerre mondiale, il se réfugie à Karlsruhe, Bade-Wurtemberg, Allemagne, où il occupe la position de rabbin.
Il devient ensuite rabbin à Strasbourg en 1926, responsable de la communauté hassidique Adath Israel. Il fonde un Talmud Torah et organise la Cacherout.
Il maintient des rapports avec le Grand-rabbin de Strasbourg, Isaïe Schwartz et avec le Grand-rabbin Ernest Weill de Colmar.
En 1935, un de ses enfants (Penina Wagner) s'installe en Palestine mandataire à Petach-Tikvah. Itshak Runès y séjourne pendant deux mois en 1938.
Il se réfugie à Lyon durant la Seconde Guerre mondiale.
Il décède à Lyon le 25 mars 1940 (7 Adar Sheni). Son cercueil est temporairement enterré en Algérie à cause de la guerre, avant d'être transféré en 1971 en Israël,.
Après la Seconde Guerre mondiale, lui succèdent à la tête de la communauté Adath Israël, le Grand-rabbin Avraham David Horowitz puis le disciple de ce dernier le rabbin Roger Winsbacher. L'actuel Dayan de Strasbourg, le rabbin Szmerla dirige cette communauté.